# Zàrax

Zàrax (en grec antic Ζάραξ o Ζάρηξ) era una ciutat de la costa oriental de Lacònia, situada en un promontori que era la prolongació del mont Zarax. Es trobava a uns 100 estadis d'Epidaure Limera, i tenia un bon port.
Va ser ocupada, com Pràsies i altres ciutats d'aquella costa per Argos a la segona meitat del segle iv aC durant la supremacia macedònica, i segurament per aquesta raó la va destruir Cleònim, fill de Cleòmenes II, desastre del que no es va recuperar. August la va declarar una de les ciutats de l'Eleutero-Lacònia. Quan la va visitar Pausànies només restava un temple d'Apol·lo al port.
Actualment es diu Hiéaka i en queden algunes restes de l'antiga ciutat. El cap encara es diu Zarax.